# Пак, Эшли
Эшли Джинни Пак (англ. Ashley Park) — американская актриса и певица. Известна своей ролью Минди Чен в комедийном сериале от Netflix «Эмили в Париже». Она исполнила роль Гретхен Винерс в бродвейском мюзикле «Дрянные девчонки», за который была номинирована на премию «Тони» за лучшую женскую роль в мюзикле.

## Ранняя жизнь и болезнь
Пак родилась в Глендейле, Калифорния и выросла в Анн-Арборе, Мичиган. Она корейского происхождения и является троюродной сестрой актёра Джастина Х. Мина.
Пак была отдана на занятия танцами в Oceanside Dance Academy в возрасте трех лет и начала брать уроки игры на фортепиано в возрасте пяти лет. Любовь Эшли к выступлениям привела её к участию в общественном детском театре Энн-Арбор на протяжении всей средней и старшей школы. В 2003 году она посещала летний художественный лагерь в Интерлохене. Пак училась в средней школе "Пионер", где участвовала как в театре, так и в хоре. Она стала соучредительницей женской группы а капелла в Pioneer High School, Soulfege, которая заняла второе место на национальном конкурсе в 2009 году.

В возрасте 15 лет, у Пак был диагностирован острый миелоидный лейкоз, и она была госпитализирована на восемь месяцев. Пак получила "желание" от фонда Make-A-Wish, ради которого она и её семья отправились в Нью-Йорк и посмотрели бродвейские постановки «Кордебалет», «Король Лев», «Пробуждение весны» и «Злая». В интервью она заявляла: 
"Я думаю, что мой опыт борьбы с раком - это причина, по которой я занимаюсь театром... Как только я вышла из больницы, все, чего я хотела, - это быть рядом с людьми".
После химиотерапии Пак вернулась в старшую школу, и три месяца спустя она получила главную роль Милли Диллмаунт в постановке своей старшей школы «Совершенно современная Милли». Пак рассказала, что за это время «надеть парик, обувь и костюм и стать другим человеком было лучшим спасением от того, чтобы быть просто девушкой, у которой был рак».

## Карьера

#### Театр
В 2009 году Пак дебютировала в профессиональном музыкальном театре Вичита в роли Ивонны в постановке «Мисс Сайгон». Следующие два лета она провела, выступая в постановке «Мисс Сайгон» в центре Бенедум в Питтсбургской гражданской легкой опере, за что получила свою карточку участника.
Пак дебютировала на Бродвее в качестве участницы ансамбля в мюзикле «Мама Миа!» в театре Бродхерст 17 февраля 2014 года. Она покинула постановку 21 сентября 2014 года. С октября 2014 по январь 2015 года Парк играла роль Габриэль в оригинальной постановке национальной гастрольной труппы США «Золушка» .
Эшли вернулась на Бродвей 16 апреля 2015 года в своей первой главной роли Туптим в возрождении« Короля и я» в 2015 году в театре Вивиан Бомонт и оставалась в постановке до её закрытия в июне 26, 2016. Парк была представлена в качестве главной солистки в запись актёрского состава, за которую она была номинирована на премию «Грэмми».
Далее с 2017 по 2019 год она участвовала в различных постановках, за которые была номинирована на различные награды: Драма Деск, Премию Лиги Драмы, получила Премию Люсиль Лортел и в том числе за роль в «Дрянных девчонках» была номинирована на премию «Тони» за лучшую женскую роль в мюзикле, Драма Деск и Премию Лиги Драмы за ту же роль.

#### Телевидение
Пак получила роль Минди Чен в сериале от Netflix «Эмили в Париже» в августе 2019 года вместе с Лили Коллинз. Премьера сериала состоялась 2 октября 2020 года, он был продлен на второй сезон 11 ноября, 2020 года. Персонаж Пак перепела «La Vie en rose» Эдит Пиаф в первом сезоне «Эмили в Париже». Это была самая скачиваемая телевизионная песня за ту неделю.
В октябре 2020 года было объявлено, что Пак появится в роли Кей Филдс в «Когда поднимается занавес», оригинальной мыльной опере подкаста Broadway Podcast Network.
28 декабря 2020 года было объявлено, что Пак сыграет главную роль Колетт в благотворительном концерте-презентации мюзикла «Рататуй», интернет-мема, созданного на TikTok по мотивам фильма Disney/Pixar «Рататуй» 2007 года. Концерт транслировался на TodayTix 1 января 2021 года.
Пак играет главную роль в режиссёрском дебюте писательницы Адель Лим в 2023 году, «Веселая поездка». Комедия с рейтингом R «рассказывает о четырех американках азиатского происхождения, путешествующих по Азии в поисках одной из своих биологических матерей».
В 2023 году Пак сыграла роль Наоми в мрачной комедии Netflix «Грызня» и Кимбер в третьем сезоне сериала «Убийства в одном здании» от Hulu.

#### Моделинг и дизайн одежды
За свою карьеру Пак появлялась на обложках многочисленных журналов о моде и образе жизни, таких как американский L'Officiel, Shape, Women's Health и Canada's Fashion. В феврале 2023 года она появилась на цифровой обложке Vogue Hong Kong. Она появлялась в статьях для американских газет, Cosmopolitan, People и корейской Odda.
В ноябре 2022 года она разработала коллекцию одежды на праздничную тематику в сотрудничестве с Rent the Runway.[57] В марте 2023 года она снялась в рекламной кампании кроссовок Uno от Skechers. Позже в том же году Пак совместно со Skechers разработал коллекцию кроссовок под названием "Street Glam".

## Благотворительность и активизм
Будучи студенткой Мичиганского университета, Пак была соучредителем Michigan Performance Outreach Workshop (MPOW), студенческой организации, целью которой является предоставление студентам юго-восточного Мичигана возможностей для получения образования в области исполнительского искусства, чтобы «способствовать творческому самовыражению, повышать самооценку и укреплять сообщество». MPOW каждый семестр проводит семинар на территории кампуса для 130-200 учащихся государственных школ, который включает выступления студентов Мичиганского университета, а также иммерсивные и совместные семинары по дисциплинам, основанным на искусстве. В 2013 году Пак была награждена премией Уиллиса Паттерсона за использование своих «талантов и научных способностей для содействия развитию и признанию более разнообразного в культурном и этническом отношении сообщества в Школе музыки, театра и танца» Мичиганского университета.
В студенческие годы Пак участвовала в проекте Prison Creative Arts Project, организации, которая «привлекает лиц, пострадавших от системы правосудия, к творческому сотрудничеству» со студентами Мичиганского университета для «взаимного обучения и роста посредством театра, танцев, изобразительного искусства, творческого письма, слэм-поэзии и музыки» в Анн-Арборе, Мичиган.
С момента переезда в Нью-Йорк Пак участвовала в мероприятиях в поддержку Broadway Cares/Equity Fights AIDS (BCEFA). В июне 2018 года она приняла участие в 28-м ежегодном Broadway Bares, ежегодном мероприятии по сбору средств на бурлеск/стриптиз-шоу для BCEFA и лично собрала для организации почти 3000 долларов. В августе 2018 года Пак приняла участие в фильме «Сценический и экранный отдых» Covenant House вместе с коллегами по фильму «Дрянные девчонки» Кайлом Селигом и Кертисом Холландом, и вместе они собрали более 14 000 долларов для организации, которая предоставляет кров, еду и неотложную помощь бездомным и сбежавшей молодежи.
Она выступала в качестве наставника и проводила мастер-классы для различных программ и организаций, таких как The Broadway Collective и Broadway Workshop.
Во время пандемии COVID-19 Пак завела второй аккаунт в Instagram, в котором она начала предлагать десятиминутные индивидуальные уроки и ежедневные сеансы вопрос-ответ через Zoom в обмен на пожертвования в Фонд актёров.

## Личная жизнь
С 2023 года Пак состоит в отношениях с франко-английским актёром Полом Форманом. Впервые они встретились в качестве коллег по фильму «Эмили в Париже» в 2022 году.
В конце декабря 2023 года Пак была госпитализирована из-за опасного для жизни критического септического шока во время отпуска в Таиланде. В последующие недели она опубликовала информацию о своем продолжающемся выздоровлении, что привело к задержке начала съемок четвертого сезона «Эмили в Париже».

## Театр
| Год     | Название                                | Роль                                       | Театр                                 | Режиссёр(ы)       | Источник |
| ------- | --------------------------------------- | ------------------------------------------ | ------------------------------------- | ----------------- | -------- |
| 2009    | Мисс Сайгон                             | Ивонн / Ансамбль                           | Music Theatre Wichita                 | Дарен Ли          |          |
| 2010    | Мисс Сайгон                             | Ивонн / Ансамбль                           | Benedum Center                        | Барри Айвен       |          |
| 2011    | Джекилл и Хайд                          | Ансамбль                                   | Benedum Center                        | Robert Cuccioli   |          |
| 2011    | Иисус Христос — суперзвезда             | Девушка Ирода / Ансамбль                   | Benedum Center                        | Чарльз Репол      |          |
| 2011    | Любовь меняет все                       | Ансамбль                                   | Benedum Center                        | Луэнн Мадорма     |          |
| 2011    | Звуки музыки                            | Ансамбль                                   | Benedum Center                        | Джеймс Бреннан    |          |
| 2014    | Мама Миа!                               | Ансамбль (замена)                          | Broadhurst Theatre†                   | Филлида Ллойд     |          |
| 2014    | Золушка                                 | Габриэль                                   | U.S. National Tour                    | Марк Брокоу       |          |
| 2015–16 | Король и я                              | Туптим                                     | Vivian Beaumont Theater†              | Бартлетт Шер      | [ 26 ]   |
| 2016    | Фантастикс                              | Луиза                                      | Pasadena Playhouse                    | Сима Суеко        | [ 27 ]   |
| 2016    | Замечательное путешествие принца Джен   | Путешествие на Луну                        | Manhattan Theatre Club                | Брайан Хилл       | [ 28 ]   |
| 2017    | Воскресенье в парке с Джорджем          | Селеста №1                                 | Hudson Theatre†                       | Сарна Лапин       |          |
| 2017    | Гуд: Музыкальное приключение Робин Гуда | Мэриан                                     | Dallas Theater Center                 | Дуглас Картер Бин |          |
| 2017    | KPOP                                    | MwE                                        | Ars Nova                              | Тедди Бергман     |          |
| 2017    | Дрянные девчонки                        | Гретхен Винерс                             | National Theatre (out-of-town tryout) | Кейси Николоу     |          |
| 2018–19 | Дрянные девчонки                        | Гретхен Винерс                             | August Wilson Theatre†                | Кейси Николоу     |          |
| 2019    | Леди в темноте                          | Мисс Фостер / Саттон                       | New York City Center                  | Тед Сперлинг      |          |
| 2019–20 | Грандиозные горизонты                   | Джесс                                      | Hayes Theater†                        | Ли Сильверман     |          |
| 2021    | Рататуй мюзикл                          | Колетт Тату                                | Benefit concert                       | Люси Мосс         |          |
| 2023    | Гутенберг! Мюзикл!                      | Продюсер (Эпизодическая роль на одну ночь) | James Earl Jones Theatre              | Alex Timbers      | [ 29 ]   |

## Фильмография

### Фильмы
| Год  | Название                                 | Роль            | Ист.   |
| ---- | ---------------------------------------- | --------------- | ------ |
| 2012 | Шарлин Кей - Человек (музыкальное видео) | Статуя          | [ 30 ] |
| 2012 | Карточка V                               | Джессика        | [ 30 ] |
| 2014 | Ты шутишь?                               | Дата            | [ 30 ] |
| 2022 | Список мистера Малькольма                | Герти Ковингтон | [ 31 ] |
| 2023 | Веселая поездка                          | Одри Салливан   |        |
| 2024 | Дрянные девчонки                         | Мадам Пак       | [ 32 ] |

### Телевидение
| Год       | Название                                    | Роль                           | Примечания                                     | Ист.          |
| --------- | ------------------------------------------- | ------------------------------ | ---------------------------------------------- | ------------- |
| 2014      | Мой маленький грязный секрет                | Энн Рац                        | 1 эпизод                                       | [ 30 ]        |
| 2017      | На ночь глядя                               | Оливия Чо                      | 8 эпизодов                                     | [ 33 ]        |
| 2018      | Saturday Night Live                         | Она сама (в титрах не указана) | Эпизод: "Tina Fey/Nicki Minaj"                 | [ 34 ]        |
| 2019      | Городские истории                           | Дженнифер «Эни» Винтер         | 7 эпиходов                                     | [ 35 ]        |
| 2019      | Помощники                                   | Поющая Старлетт                | Эпизод: "Поющая Старлетт/Семейное фото Хартов" |               |
| 2019      | Не названный проект ABC                     | Винни                          | Невыпущенный пилотный выпуск                   | [ 36 ] [ 37 ] |
| 2020–н.в  | Эмили в Париже                              | Минди Чен                      | Основной состав, 4 сезона                      | [ 38 ]        |
| 2021–2024 | Girls5eva                                   | Эшли                           | Повторяющаяся роль                             | [ 39 ]        |
| 2023      | Грызня                                      | Наоми                          | Повторяющаяся роль                             | [ 40 ]        |
| 2023      | Звёздные войны: Видения                     | Ара (голос)                    | Эпизод: "Путешествие в тёмную голову"          |               |
| 2023      | Убийства в одном здании                     | Кимбер                         | Повторяющаяся роль                             | [ 41 ]        |
| 2024      | Время ужина в прямом эфире с Дэвидом Чангом | Она сама (гость)               | Эпизод: «Рыба в меню»                          | [ 42 ]        |

## Дискография

### Записи актерского состава
- Король и я - Запись бродвейского состава 2015 года (2015)
- Воскресенье в парке с Джорджем - запись бродвейского состава 2017 года (2017)
- Величайший шоумен - Оригинальный саундтрек к фильму (2017)
- Дрянные девчонки - Оригинальная бродвейская запись актёрского состава (2018)

### Совместные проекты
- Бродвейские "Рождественские песни для излечения", том 17 (2015)
- Бродвейские "Рождественские песни для излечения", том 20 (2018)

### Как избранная художница
- "Rockin' Around the Pole" от The Hot Elves (для дрянных девчонок) (2018)

### Саундтрек
- Саундтрек для "Эмили в Париже" (2021) - 5 песен

### Подкасты
- Когда поднимается занавес – Кей Филдс (озвучивающая роль)

## Награды и номинации
| Год  | Награда                                        | Категория                                    | Работа                  | Результат |
| ---- | ---------------------------------------------- | -------------------------------------------- | ----------------------- | --------- |
| 2016 | Грэмми                                         | Лучший музыкальный театральный альбом        | Король и я              | Номинация |
| 2018 | Drama Desk Awards                              | Лучшая актриса в мюзикле                     | KPOP                    | Номинация |
| 2018 | Lucille Lortel Awards                          | Лучшая главная женская роль в мюзикле        | KPOP                    | Победа    |
| 2018 | Drama League Awards                            | Выдающееся выступление                       | KPOP                    | Номинация |
| 2018 | Drama League Awards                            | Выдающееся выступление                       | Дрянные девчонки        | Номинация |
| 2018 | Тони                                           | Лучшая женская роль второго плана в мюзикле  | Дрянные девчонки        | Номинация |
| 2018 | Drama Desk Awards                              | Лучшая женская роль второго плана в мюзикле  | Дрянные девчонки        | Номинация |
| 2018 | Outer Critics Circle Awards                    | Лучшая женская роль второго плана в мюзикле  | Дрянные девчонки        | Номинация |
| 2018 | Chita Rivera Awards for Dance and Choreography | Лучшая танцовщица в бродвейском шоу          | Дрянные девчонки        | Номинация |
| 2021 | Выбор телевизионных критиков                   | Лучшая женская роль второго плана в комедии  | Эмили в Париже          | Номинация |
| 2021 | MTV Movie & TV Awards                          | Лучшая прорывная роль                        | Эмили в Париже          | Номинация |
| 2024 | Премия Гильдии киноактеров США                 | Лучший актёрский состав в комедийном сериале | Убийства в одном здании | Номинация |